# Heinrich Lanz

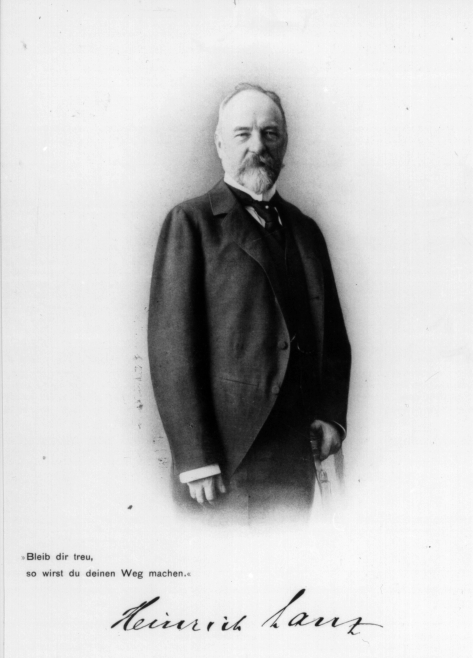
Heinrich Lanz

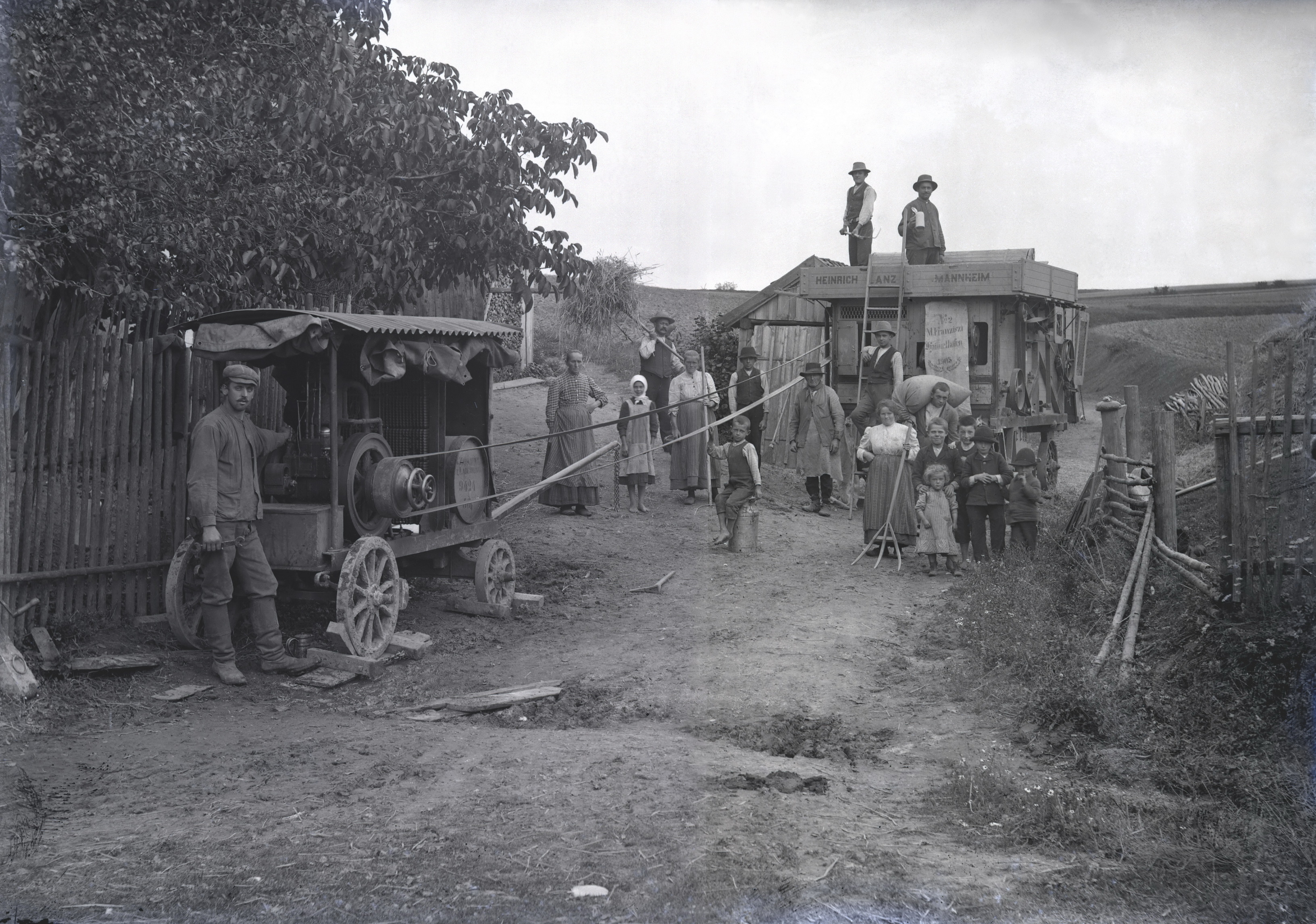
Dreschmaschine von Heinrich Lanz, 1909

Heinrich Lanz (* 9. März 1838 in Friedrichshafen am Bodensee; † 1. Februar 1905 in Mannheim) war ein deutscher Kaufmann, Maschinenbau-Unternehmer und Mäzen, dessen Unternehmen Landmaschinen, Lokomobile und stationäre Dampfmaschinen in alle Welt exportierte.

## Biografie
Heinrich Lanz wurde als vierter von sechs Söhnen und einer Tochter des Speditionsunternehmers Johann Peter Lanz (* 4. September 1805; † 15. September 1891) aus Eriskirch am Bodensee und dessen Ehefrau Luise Christiane Lanz geb. Beckh (1813–1902) geboren. Nach dem Besuch der Volksschule in Friedrichshafen und der Realschule in Biberach an der Riß ging er 1858 nach einer Lehre in einem Mannheimer Kolonialwarengeschäft und dem Besuch der Handelsschule in Stuttgart für ein Jahr nach Marseille, um dort „die Welt kennenzulernen“ und sich auf die Arbeit im väterlichen Unternehmen vorzubereiten, das Guano-Dünger und landwirtschaftliche Maschinen aus Großbritannien einführte. Nach seiner Rückkehr richtete er 1860 eine Reparaturwerkstatt für solche Maschinen ein und übernahm die Verantwortung für deren Import im Familienbetrieb. Er erkannte schnell den noch recht unerschlossenen Markt in Deutschland und brachte 1867 gemeinsam mit einem seiner Brüder zunächst eigene Futterschneidmaschinen auf den Markt, andere Geräte folgten bald. Drei Jahre später übernahm er die alleinige Leitung der Fabrik. 1865 heiratet er Julia Faul. 1870 wurde Heinrich Lanz Mitglied im Verein Deutscher Ingenieure (VDI) und war in dessen Mannheimer Bezirksverein aktiv.
Im Jahr 1902 reiste der inzwischen 64-jährige Lanz in die Vereinigten Staaten, um sich dort über neue Techniken im Landmaschinenbau bei John Deere zu informieren. Die aus diesem Besuch entstandenen Ideen konnte er jedoch nur noch teilweise umsetzen. Heinrich Lanz starb 1905 im Alter von 66 Jahren. Seine letzte Ruhestätte befindet sich auf dem Hauptfriedhof Mannheim (Grab 10).
Lanz’ Witwe Julia und die vier Kinder (siehe Karl Lanz) führten das Unternehmen erfolgreich weiter. 1956 wurde die Aktienmehrheit der Heinrich Lanz AG an das US-amerikanische Unternehmen Deere & Company verkauft.
Wie zu Lebzeiten gewünscht, kamen die ehemaligen Ladenburgvillen, die von Familie Lanz bewohnt wurden, einem karitativen Zweck zugute. 1928 wurde in den Wohnräumen die St.-Hedwig-Klinik für Frauenkrankheiten mit Wöchnerinnenheim gegründet, die heute Teil des Theresienkrankenhauses in Mannheim ist.
Bei seinem Tod vermachte Heinrich Lanz ferner vier Millionen Mark für die Armen und Kranken der Stadt, mit denen Julia Lanz das 1907 eröffnete Heinrich-Lanz-Krankenhaus erbauen ließ; es bestand bis zum Jahr 2007 und ging im Diakonissenkrankenhaus Mannheim auf. Eine weitere Stiftung schließlich ermöglichte die Gründung der Heidelberger Akademie der Wissenschaften.
Heinrich Lanz führte den Ehrentitel eines Geheimen Kommerzienrats.